# Sphagnurus
Sphagnurus is een monotypisch geslacht van schimmels behorend tot de familie Lyophyllaceae. De typesoort is Sphagnurus paluster.